# Беннетт, Шон
 Шон Беннетт (англ. Sean Bennett; род. 31 марта 1996, Эль-Сентро, округ Империал, штат Калифорния, США) — американский профессиональный  шоссейный велогонщик, выступающий за команду мирового тура «EF Pro Cycling».

## Достижения
2015
1-й — Этап 2 Tour de Walla Walla
2017
1-й — Этап 1 (КГ) Тур Эльзаса
2018
1-й — Этап 6 Джиробио U23
7-й Тур Фландрии U23
7-й Гент — Вевельгем U23
8-й Tour of the Gila — Генеральная классификация
1-й  — Молодёжная классификация
8-й Истриан Спринг Трофи — Генеральная классификация
9-й Гран-при Райффайзен
10-й Гран-при Валлонии